# Bruce Island
Bruce Island ist eine Insel vor der Danco-Küste des Grahamlands im Norden der Antarktischen Halbinsel. Sie liegt 800 m vor der Südwestecke der Bryde-Insel in der Gerlache-Straße.
Teilnehmer der Belgica-Expedition (1897–1899) des belgischen Polarforschers Adrien de Gerlache de Gomery entdeckten die Insel. Ihr Name ist erstmals in Berichten des schottischen Geologen David Ferguson (1857–1936) zu finden, der das Gebiet um die Insel 1913 von Bord des Walfängers Hanka erkundete. Namensgeber ist der schottische Polarforscher William Speirs Bruce (1867–1921), Leiter der Scottish National Antarctic Expedition (1902–1904).